# Jessica Fowler
Jessica Fowler (* 26. Juni 2000) ist eine australische Tennisspielerin aus Tasmanien.

## Karriere
Fowler begann mit sechs Jahren das Tennisspielen und bevorzugt Hartplätze. Sie spielt bislang vor allem Turniere der ITF Women’s World Tennis Tour, wo sie bisher aber noch keinen Titel gewinnen konnte.
2020 erhielt sie eine Wildcard für die Qualifikation zum Hauptfeld im Dameneinzel der Hobart International, ihrem ersten Turnier auf der WTA Tour. Sie verlor aber bereits ihr erstes Match gegen Kateryna Baindl mit 0:6 und 2:6.